# Ернст Кречмер
Ернст Кречмер (на немски: Ernst Kretschmer) е немски психиатър и психолог, професор в университета в Тюбинген.

## Научна дейност
Работите му многократно са удостоявани с високи международни отличия. Най-популярен е с разработената от него класификация на видовете темперамент и с изследванията си в областта на медицинската психология и психотерапията. Известно негово научно произведение е „Устройство на тялото и характера“.
Ниският и дебел тип на Хипократ е наречен от него пикничен, отбелязвайки, че такива хора са склонни към екстраверсия и манийно-депресивни разстройства. Тънкият, деликатен тип назовава астеничен и описва склонността на такива хора към интроверсия, дезорганизация и шизофрения (халюцинации). Кречмер прибавя широкоплещестия и мускулен атлетичен тип и диспластичния, или „смесен“ тип.
Кречмер публикува и в областта на детската и юношеската психопатология, разработва нови техники на хипноза и психотерапия и предлага закони, които могат да позволят превъзпитанието на рецидивистите.